# Hexatrygon bickelli
Hexatrygon bickelli är en rockeart som beskrevs av Phillip C. Heemstra och Smith 1980. Hexatrygon bickelli ingår i släktet Hexatrygon och familjen Hexatrygonidae. IUCN kategoriserar arten globalt som livskraftig. Inga underarter finns listade i Catalogue of Life.